# Грлиця
Грли́ця (словац. Hrlica) — село, громада в окрузі Ревуца, Банськобистрицький край, Словаччина. Кадастрова площа громади — 5,49 км². Населення — 77 осіб (за оцінкою на 31 грудня 2017 р.).
Знаходиться приблизно за 8 км на південний захід від адмінцентру міста Ревуца.

## Історія
Перші згадки про село датуються 1413 роком.

## Населення
| Рік:            | 1994. | 2004.    | 2014.   | 2024.    |
| --------------- | ----- | -------- | ------- | -------- |
| Кількість осіб: | 102   | 79       | 82      | 55       |
| Різниця:        |       | -22,54 % | +3,79 % | -32,92 % |

| Рік:            | 2023. | 2024.   |
| --------------- | ----- | ------- |
| Кількість осіб: | 56    | 55      |
| Різниця:        |       | -1,78 % |

## Пам'ятки
Неокласичний Євангелічний костел 1899 року будівництва.

## Відомі люди
- Бела Барток (1881—1945) —угорський композитор, піаніст, музикознавець-фольклорист. Працював тут 1904 року.